# 多杰羌佛

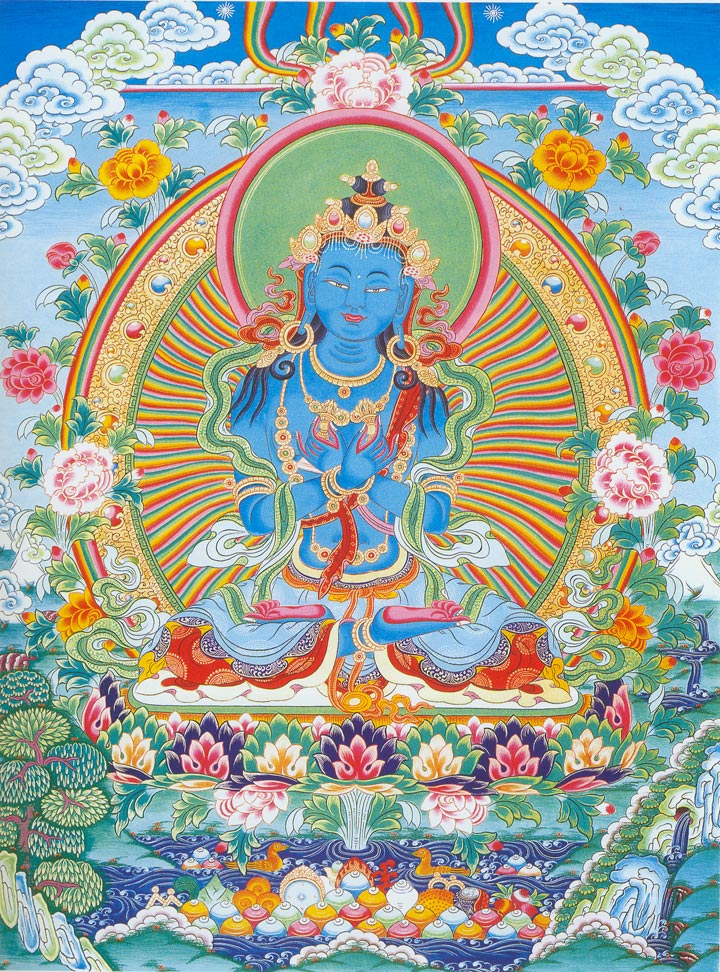
多杰羌佛

多杰羌佛（藏語：རྡོ་རྗེ་འཆང་，威利转写：rdo rje 'chang，THL：Dorje Chang，藏语拼音：Dorje Chang），即金剛總持（IAST：Vajradhāra），又譯持金剛，或持金剛佛，依藏語「多杰」譯為金剛，「金剛」喻意為堅不可摧，「羌」字意為永恆持有，意為總持統攝一切金剛，為藏傳佛教中噶舉派、格魯派與薩迦派等傳承的本源，寧瑪派的本源則為普賢王如來。
漢地有關「多杰羌」佛號的使用，始於元、明、清三代，最初多杰羌被直接音譯為「朵兒只唱」，後曾被譯為「多吉鏘」，現今多譯為「多杰羌」。

## 佛教地位
在佛教教義中，佛陀具備三身，即：法身（普賢王如來，藏語：阿達爾瑪佛）為不生不滅的宇宙真諦，是一切法教的究竟本源，由於法身無形無相，不可言說，無法度眾生，必須有具相圓滿的佛身才能廣為眾生說法。故由法身直顯原始的圓滿報身多杰羌佛，為宇宙間第一尊具有形相的佛陀，其化身為隨類應化無量化身。
民國太虛大師於所著的《佛學概論》中說：「『多杰羌佛』譯為金剛總持，現持金剛杵以降伏一切魔怨，是依佛大雄大力具足無量方便功德而言。一切如來都有金剛身。」
佛教包含顯密二宗，依教法的深淺次第是先學顯、後學密，顯密圓融一體。因此，無論是學小乘、大乘或金剛乘教法，都必須學習顯宗的經、律、論三藏義理。印度佛教金剛乘興盛於七世紀，至十一世紀衰亡，於八世紀時傳入西藏，演變成今日的藏傳佛教，以普賢王如來、多杰羌（金剛總持、持金剛）為一切教法的根本，又稱為密乘或密宗。
因此，藏傳佛教各教派都將多杰羌（金剛總持、持金剛）作為法脈傳承的根源，在傳承皈依境中，可以見到將多杰羌佛描繪安立於整個皈依境最高的主尊位置，如西藏密宗四大教派：寧瑪派（紅教）、薩迦派（花教）、噶舉派（白教）、格魯派（黃教）等主要派系。
在寧瑪派大圓滿的教授中，視普賢王如來為本初佛，也就是一切眾生的覺性（法身），大圓滿教法便源自於普賢王如來。但從究竟義而言，多杰羌佛（金剛總持）與普賢王如來並沒有差異性，而是在傳法過程中，因為大圓滿法的傳承緣起關係，會將之有所區分，在本質上是沒有任何差別的。由此，說寧瑪派的傳承根源於多杰羌佛，也是於法有據。

## 形相
在唐卡中，多杰羌佛的佛身為深藍色，一面二臂，左手握金剛鈴、右手持金剛杵，交叉於胸前，頭戴寶冠，身著天絲衣，配飾珍寶瓔珞，結雙跏趺坐於蓮花日月二輪之上。

## 弟子
多杰羌佛為十方諸佛、菩薩之師，其著名的佛陀弟子有五方佛，即：中央毗盧遮那佛（即大日如來）、東方阿閦佛（又稱不動佛）、西方阿彌陀佛、南方寶生佛及北方不空成就佛，由第三世代的五方佛再傳給金剛薩埵遞傳至今。

## 詞義混淆識別
多杰羌佛意為金剛總持（持金剛），在佛經譯釋過程中常有名相混淆的情況，舉例如下：

### 金剛總持與金剛持的混淆
- 「金剛總持」（持金剛）是佛教的原始報身佛[14][26]。

- 修持「金剛乘佛法」的上師稱為「金剛持」，非持金剛[27]。

- 佛教念誦法的一種，稱為「金剛持念」[28]。

### 持金剛與執金剛神的混淆
- 佛陀座下的善神金剛力士[29]，名為「執金剛神」、「執金剛夜叉」或「金剛手」，這裡指的金剛手即是執金剛神，為手執金剛杵一類的護法夜叉；歸北方多聞天王所統領[30]，於天界職掌守護須彌山頂的四角峰[31]。

### 持金剛與金剛手菩薩的混淆
- 「金剛手菩薩」（又稱秘密主菩薩[32]）為佛教八大菩薩之一[33]，於《大日經》中常代表大眾向佛陀請示甚深佛法，十方諸佛以如來金剛智印授于金剛手菩薩手中，故異名為持金剛[34]。

以上是持金剛常見的混淆略舉，唐朝的一行禪師在《大日經義釋》中闡釋了金剛手菩薩與執金剛神的定義差異，與西藏密續中對持金剛（佛）的定義不同，因為持金剛在顯教與密教的多重別義，常見有理解混淆與引用錯誤的情況。

## 外部連結
- 金剛總持 （页面存档备份，存于）
- 黃金珠鬘-金剛總持 （页面存档备份，存于）